# Гайанско-суринамские отношения
Гайанско-суринамские отношения — двусторонние дипломатические отношения между Гайаной и Суринамом. Протяжённость государственной границы между странами составляет 836 км.

## История
Отношения между странами достаточно напряжённые. Суринам имеет территориальные претензии к восточной части территории Гайаны, а именно к участку земли треугольной формы, расположенному между реками Нью-Ривер и Корантейн на юго-востоке Гайаны.
В 1969 году Суринам ввёл войска на спорную территорию; в ходе вооружённого столкновения с вооружёнными силами Гайаны они были вынуждены отступить обратно за государственную границу. Несмотря на то, что Суринам не предпринимал никаких дальнейших попыток захватить территорию силой, остаются два проблемных пункта в отношениях между странами.
Первый пункт: насильственная депортация граждан Гайаны, проживавших в Суринаме. В 1980 году начался экономический спад Суринама. В этом спаде президент страны подполковник Дези Баутерсе обвинил гайанских иммигрантов, многие из которых были успешными фермерами и выращивали рис. По приказу Дези Баутерсе гайанские фермеры были депортированы с территории Суринама. 
Второй пункт: право на рыбалку на спорной территории. Обе страны периодически задерживают рыбаков из соседнего государства на реке Корантейн, рыболовные суда как правило конфисковываются.